# Arvada
Arvada ist eine Stadt in Jefferson und Adams County im US-Bundesstaat Colorado, Vereinigte Staaten, mit 124.402 Einwohnern (Stand: Volkszählung 2020). Die Fläche der Stadt beträgt 85,1 km².
Die Stadt geht zurück auf Goldfunde im Jahr 1850 (Siehe Pikes Peak Goldrausch). Ab 1858 siedelten sich Goldsucher und kurz darauf auch Farmer in der Gegend an. Um 1870 wurde die Eisenbahn gebaut und Arvada, benannt nach dem Schwager eines der Siedler dort, wurde Haltepunkt.
Heute gehört Arvada zu den zehn größten Städten des Staates Colorado.
Arvada liegt nordwestlich von Denver und soll im Jahr 2025 im Rahmen des FasTracks-Projektes zum Endpunkt einer neuen Stadtbahnlinie  werden.
Arvada verbindet eine Städtepartnerschaft mit Qysylorda in Kasachstan.